# Verné Lesche
Verné Lesche (verheiratete Lesche-Vanberg; * 11. Oktober 1917 in Helsinki; † 21. April 2002 in Kongsberg) war eine finnische Eisschnellläuferin. In der Frühzeit des Eisschnelllaufs der Frauen gehörte sie zu den weltweit führenden Sportlerinnen in dieser Disziplin. 1939 und 1947 gewann sie zwei Weltmeistertitel im Mehrkampf und stellte in ihrer Laufbahn mehrere Weltrekorde auf.

## Werdegang
Lesche nahm ab Anfang der 1930er-Jahre an Wettbewerben auf dem Eis teil. Der Eisschnelllauf der Frauen befand sich zu diesem Zeitpunkt in einer Pionierphase. 1931 erkannte die Internationale Eislaufunion (International Skating Union; ISU) erstmals Weltrekorde an, die erste – noch nicht vom Weltverband als solche anerkannte – Mehrkampfweltmeisterschaft für Frauen fand 1933 statt. Am 19. Februar 1933 wurde die 15-jährige Lesche in ihrer Heimatstadt Helsinki finnische Meisterin und verbesserte eine Woche später an gleicher Stelle den 1500-Meter-Weltrekord auf eine Zeit von 2:49 Minuten. Sie blieb in den folgenden Jahren die führende finnische Eisschnellläuferin und gewann bis 1945 elf nationale Meistertitel im Mehrkampf. Als einzige nicht aus Norwegen stammende Athletin nahm sie an der WM 1934 in Oslo teil und wurde Zweite hinter Undis Blikken. Auch bei der ersten offiziellen Mehrkampfweltmeisterschaft der Frauen 1936 gewann Lesche die Silbermedaille, nun hinter der US-Amerikanerin Kit Klein. Im Rahmen dieses Titelkampfs in Stockholm lief Lesche einen Weltrekord über 5000 Meter in 10:15,3 Minuten. 1937 und 1938 zählte sie als Dritte und Zweite der jeweils von Laila Schou Nilsen gewonnenen WM-Mehrkämpfe erneut zu den besten Eisschnellläuferinnen der Welt. Bei der ersten in Finnland ausgetragenen Weltmeisterschaft 1939 in Tampere entschied sie den Mehrkampf mit einem Vorsprung von fast 13 Punkten auf ihre Landsfrau Liisa Salmi für sich. Am Start waren acht Athletinnen, darunter sechs Finninnen.
Während des Zweiten Weltkriegs fielen die Eisschnelllauf-Weltmeisterschaften aus. Lesche setzte ihre internationale Karriere nach Kriegsende fort. Von Ende Februar bis Ende März 1946 reiste sie als erste finnische Sportlerin überhaupt nach dem Krieg für Wettkämpfe in die Sowjetunion. In Kirow trat sie gegen norwegische und sowjetische Läuferinnen an, darunter die späteren Weltmeisterinnen Lidija Selichowa und Marija Issakowa, die Lesche im Mehrkampf um fünf Punkte schlugen. Die erste Nachkriegsweltmeisterschaft 1947 fand noch in Abwesenheit der sowjetischen Läuferinnen statt: In Drammen setzte sich Lesche mit mehr als 20 Punkten Vorsprung auf die norwegische Konkurrenz um Else Marie Christiansen durch, was dem größten Abstand zwischen Erst- und Zweitplatzierter in der WM-Geschichte gleichkam. Ab 1948 prägten die Athletinnen der Sowjetunion das internationale Wettkampfgeschehen und errangen bis Mitte der 1960er-Jahre nahezu durchgängig Dreifachsiege bei Weltmeisterschaften. Lesche belegte bei ihren letzten WM-Starts 1948 und 1949 die Ränge sechs und fünf. Sie war damit etwa gleichauf mit ihrer Landsfrau Eevi Huttunen. 1948 löste Huttunen sie auch als finnische Meisterin ab.
Lesche heiratete den norwegischen Journalisten Malm Vanberg und lebte mit ihm und zwei Söhnen in Kongsberg. Dort verstarb sie mit 84 Jahren im April 2002.

## Statistik

### Mehrkampf-Weltmeisterschaften
Von 1936 bis 1949 nahm Verné Lesche an sieben offiziellen Mehrkampf-Weltmeisterschaften teil und gewann dabei zwei Goldmedaillen sowie zweimal Silber und einmal Bronze. Die folgende Tabelle zeigt ihre Zeiten – und in Klammern jeweils dahinter ihre Platzierungen – auf den vier gelaufenen Einzelstrecken sowie die sich daraus errechnende Gesamtpunktzahl nach dem Samalog und die Endplatzierung. Die Anordnung der Distanzen entspricht ihrer Reihenfolge im Programm der Mehrkampf-WM zur aktiven Zeit Lesches.
| Mehrkampf-WM | Mehrkampf-WM | 500 m (in Sekunden) | 3000 m (in Minuten) | 1000 m (in Minuten) | 5000 m (in Minuten) | Punkte  | Platz |
| Jahr         | Ort          | 500 m (in Sekunden) | 3000 m (in Minuten) | 1000 m (in Minuten) | 5000 m (in Minuten) | Punkte  | Platz |
| 1936         | Stockholm    | 55,2 (4)            | 6:12,5 (2)          | 1:53,6 (1)          | 10:15,3 (3)         | 235,613 | 2.    |
| 1937         | Davos        | 51,2 (3)            | 5:35,5 (3)          | 1:44,9 (3)          | 9:37,8 (3)          | 217,347 | 3.    |
| 1938         | Oslo         | 54,0 (5)            | 5:53,7 (1)          | 1:45,7 (6)          | 9:43,6 (1)          | 224,160 | 2.    |
| 1939         | Tampere      | 55,7 (3)            | 6:20,3 (1)          | 1:55,9 (1)          | 10:27,6 (1)         | 239,793 | 1.    |
| 1947         | Drammen      | 52,7 (1)            | 5:43,8 (1)          | 1:53,9 (1)          | 9:51,7 (1)          | 226,120 | 1.    |
| 1948         | Turku        | 51,7 (5)            | 5:38,5 (2)          | 1:57,9 (8)          | 9:39,5 (1)          | 225,016 | 6.    |
| 1949         | Kongsberg    | 52,2 (11)           | 5:32,5 (4)          | 1:47,2 (8)          | 9:26,8 (1)          | 217,897 | 5.    |

Die inoffizielle WM 1934 fand über drei Strecken (1000 m, 500 m, 1500 m) statt: Lesche wurde Gesamtweite mit Zeiten von 1:45,7 min, 50,5 s und 2:44,0 min.

### Persönliche Bestzeiten
Ihre persönlichen Karrierebestzeiten auf den drei kürzeren Distanzen bis 1500 Meter lief Lesche in den 1930er-Jahren, auf den beiden Langstrecken verbesserte sie sich bis zum Ende ihrer Karriere.
| Distanz | Zeit       | Datum            | Ort       |
| ------- | ---------- | ---------------- | --------- |
| 500 m   | 50,5 s     | 4. Februar 1936  | Uppsala   |
| 1000 m  | 1:44,9 min | 30. Januar 1937  | Davos     |
| 1500 m  | 2:43,2 min | 17. Februar 1935 | Helsinki  |
| 3000 m  | 5:32,5 min | 12. Februar 1949 | Kongsberg |
| 5000 m  | 9:26,8 min | 12. Februar 1949 | Kongsberg |